# Иоанно-Предтеченский монастырь (Москва)
Иоа́нно-Предте́ченский монасты́рь (Ивановский монастырь) — ставропигиальный женский монастырь Русской православной церкви в Москве. Основан в XV веке, считается одним из древнейших монастырей столицы.

## История

### XV—XVII века
Ивановский монастырь был основан как мужской в XV веке и находился в Замоскворечье, в районе современной Пятницкой улицы. В 1530-е годы его перенесли на Кулишки к югу от Владимирской церкви, где располагалась заброшенная великокняжеская усадьба. В завещании Василия I 1423 года это место именовалось так: «новый двор за городом у святого Владимира». После перемещения монастырь стал женским с сохранением старого посвящения и был назван Иоанно-Предтеченским девичьим монастырём.
Первый собор представлял собой бесстолпный одноглавый храм с тремя выдвинутыми к востоку апсидами. Он был построен одним из итальянских мастеров, работавших в Москве в 1510—1530-е годы. Во второй половине XVI века его обновили, предположительно на средства царя Ивана IV.
В XVII столетии монастырь часто посещали и одаривали Михаил Фёдорович и Алексей Михайлович. В обители также заключали членов царской семьи. В разные годы там содержались жёны царя Василия Шуйского и царевича Ивана. При Михаиле Фёдоровиче и его жене Евдокии Лукьяновне к Ивановскому монастырю в день Усекновения главы Иоанна Предтечи совершались праздничные царские выходы. Для многих княжеских семей монастырь выполнял функции родовой обители. Среди них — князья Хилковы, Волконские, Кропоткины, Голицыны, Татевы, Мезецкие и другие.
В начале 1640-х годов был увеличен монастырский собор: с запада к нему пристроили трапезную с приделом Николая Чудотворца. Предположительно, тогда же возвели каменную колокольню, на которую повесили новый колокол. К концу XVII века территория монастыря была окружена каменной оградой, сменившей деревянный забор. Над Святыми вратами на средства частного вкладчика Василия Саввича Нарбекова возвели надвратную церковь Происхождения честных древ Животворящего Креста Господня.

### XVIII—XIX века

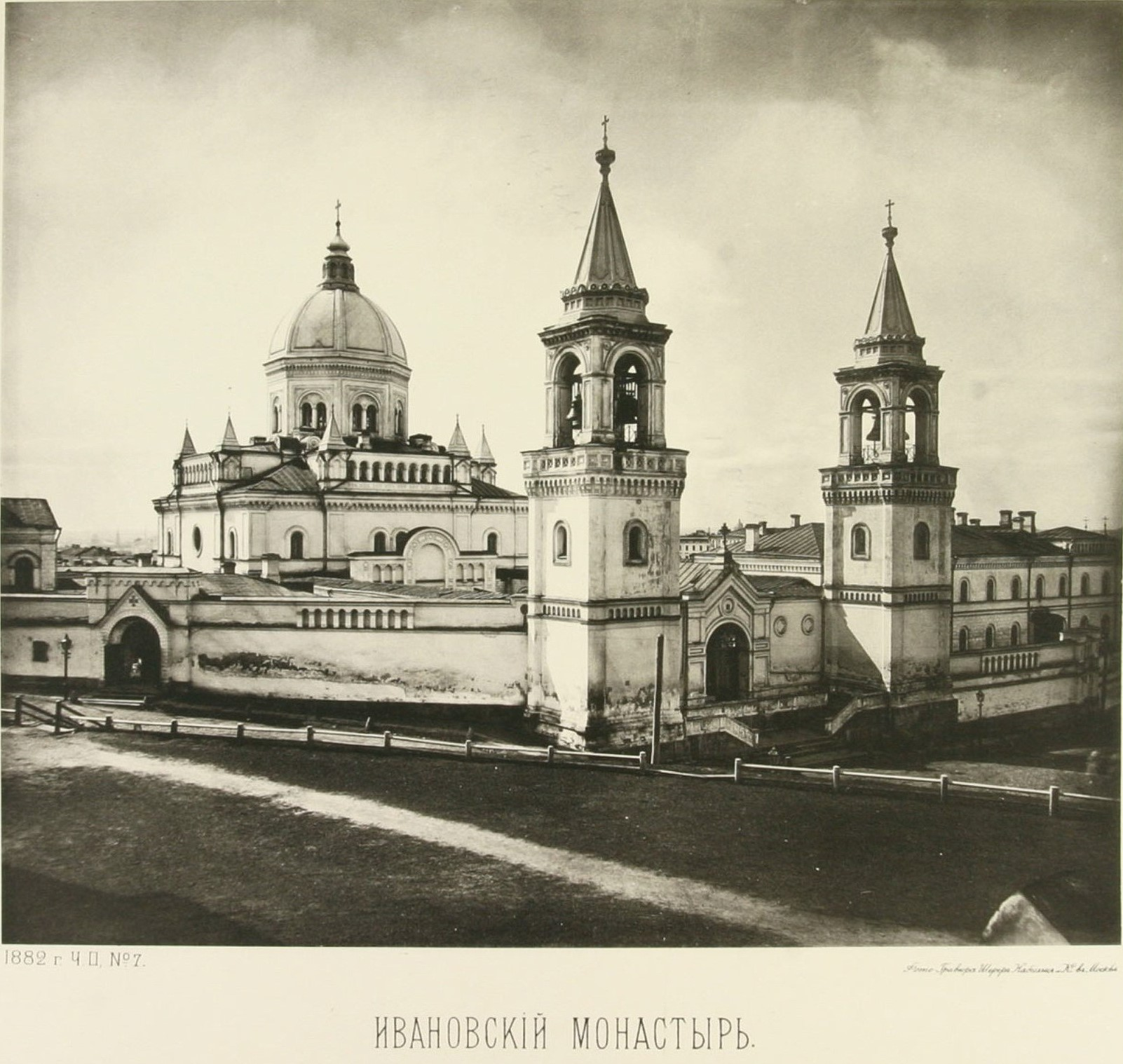
Ивановский монастырь в 1882 году

В начале 1700-х годов по периметру монастырских стен построили двадцать девять каменных келий.
После переноса столицы в Санкт-Петербург монастырь отдалился от царского двора и изменился круг вкладчиков. В первые десятилетия XVIII века средства на содержание обители были ограничены ругой, получаемой из Коллегии экономии. К 1734 году здания монастыря пришли в упадок: обрушилась каменная ограда, кровли храмов протекали, что привело к обветшанию сводов и икон. Монастырь также пострадал в двух крупных пожарах — 1737 года и 1748-го. Позднее церковь над Святыми вратами была покрыта листовым железом с каменной главой, увенчанной позолоченным крестом.
Угроза закрытия монастыря возникла в июле 1760 года, когда издали указ императрицы Елизаветы Петровны об учреждении в Москве Дома призрения «заслуженных людей жён во вдовстве, а дочерей в сиротстве и бедности, покровительства и пропитания не имеющих». Для его устройства приказали «немедленно опростать имеющейся в Москве Ивановский девичий монастырь, или другой подобный ему, с довольным числом покоев и с каменной оградою». Однако план не осуществили из-за необходимости компенсировать сёстрам стоимость деревянных пристроек к кельям.
В 1812 году, перед оккупацией Москвы, ризницу вывезли в Вознесенский монастырь, а затем отправили в Вологду. Ивановская обитель была захвачена, ограблена и сожжена. После освобождения города многие горевшие храмы с малым количеством прихожан были разобраны или приписаны к другим монастырям. Сгоревший Ивановский монастырь упразднили, церковь стала приходской.
В помещениях обители первоначально планировали разместить священнослужителей ружных церквей, а также престарелых соборных клириков и вдов с сиротами. Однако из всех уцелевших построек пригодными для жилья оказались только каменные кельи. В июне 1814 года их восстановили и по указу Святейшего синода передали в ведомство Типографской конторы. Бывшие игуменские покои переоборудовали для проживания служащих.

 
В 1859 году митрополит Филарет на восстановление монастыря получил разрешение после ходатайства, деньги выделила Елизавета Алексеевна Макарова-Зубачева, дочь купца Алексея Мазурина. Новый монастырский собор и больничную церковь преподобной Елизаветы Чудотворицы заложили в 1860-м. Обитель перестроили по проекту академика Михаила Быковского в стиле неоренессанс, при этом были снесены некоторые старые постройки: собор первой трети XVI века в честь Усекновения главы Иоанна Предтечи, колокольня и трапезная с приделами Святого Николая Чудотворца и Казанской иконы Божией Матери, Святые врата с надвратной церковью, а также примыкавшие к ним с двух сторон игуменские кельи. К январю 1863 года были сведены подпружные арки под барабаном собора. Ещё через год достроили трёхэтажный прачечный корпус, разобрали флигель церковнослужителей и восточную ограду монастыря. Восстановление монастыря было практически завершено к 1865 году, к тому моменту уже построили больничный, трапезный, бывший типографский и хозяйственный корпуса, обе колокольни со Святыми вратами, дом церковнослужителей, галерею между собором и монастырскими зданиями, ограду. 

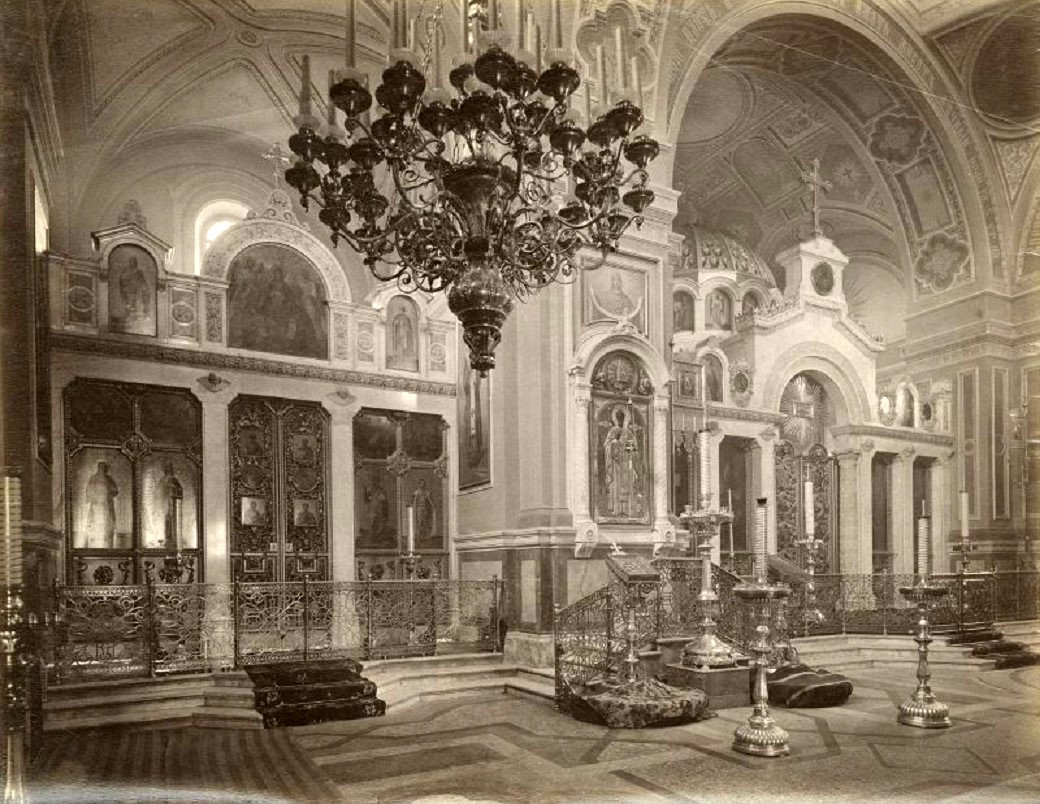
Интерьер Собора Усекновения главы Иоанна Предтечи. 1890-е гг.

Своды собора расписали в 1871-м, а через год после этого практически закончили внутреннюю отделку больничной церкви: иконостас и клиросы сделали из букового дерева с позолотой, а паникадило и подсвечники — из бронзы.
Все раненные во время Русско-турецкой войны офицеры, возвращённые в Москву, размещались в монастырском госпитале, открытом в 1877 году. Все раненые офицеры, прибывавшие в Москву, содержались в Ивановском монастыре. Монастырь освятили в октябре 1879-го, но до этого в жилых зданиях провели ремонт, который потребовался уже сразу после окончания войны. В новый храм перенесли из часовни гробницу с мощами блаженной Марфы. На столпах собора в мраморных киотах поместили образы святых: на северном — ангела блаженной Марфы, на южном — митрополита Филарета. В 1880 году после обустройства монашеской жизни в монастыре начала действовать больница, предназначенная для монашествующих и послушниц.
В 1890-х годах недалеко от станции «Марк» Савёловской железной дороги Ивановскому монастырю выделили земли для хутора, получившего название Чернецово. На нём возвели деревянную церковь в честь преподобного Сергия Радонежского и устроили школу для сельских детей.

### XX век
К 1917 году в Ивановском женском монастыре проживали сорок четыре монахини и тридцать три рясофорные послушницы. После выхода декрета об отделении церкви от государства Ивановский женский монастырь был закрыт одним из первых, его банковские счета ликвидировали, приносившие доход арендные помещения конфисковали.

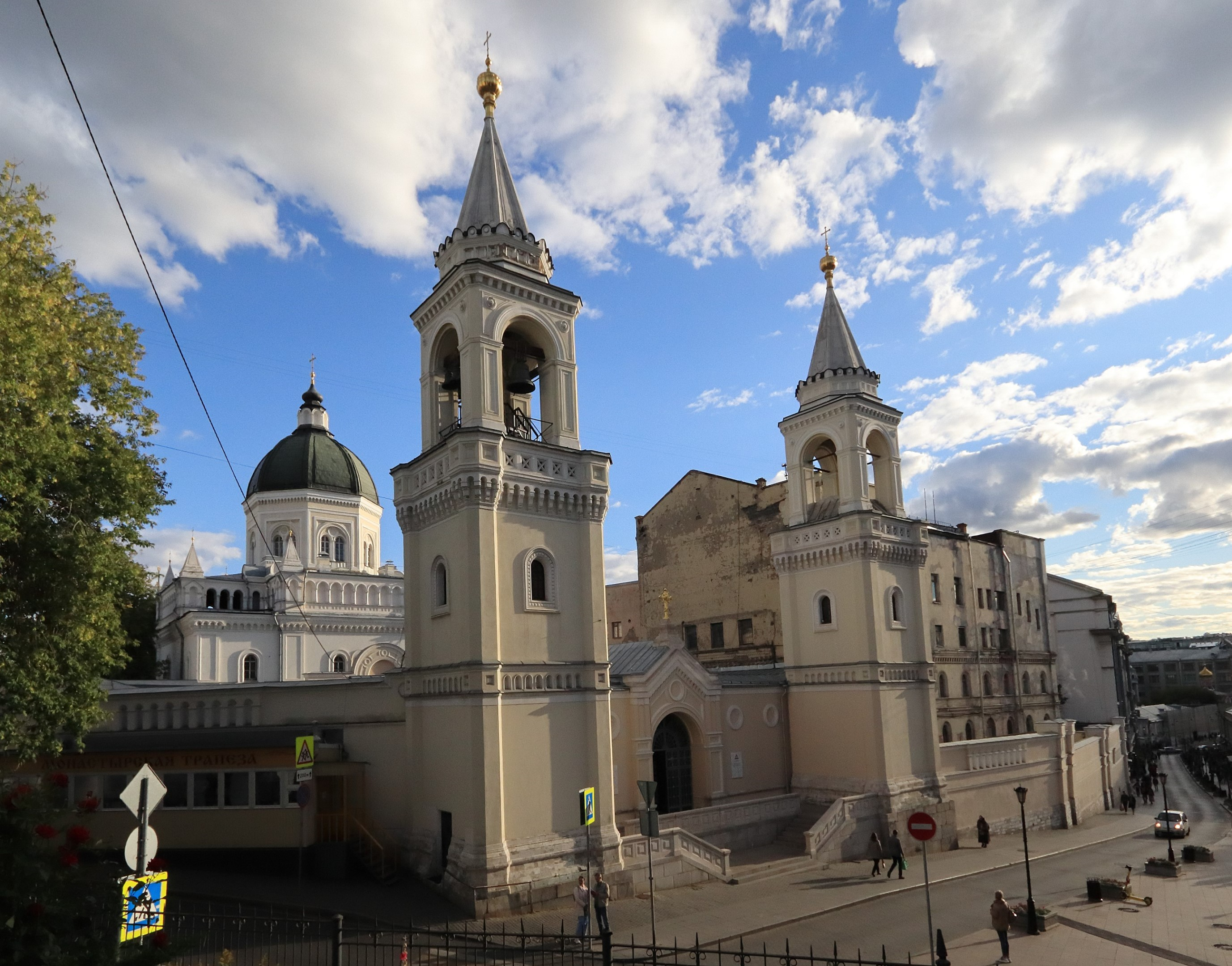
Ивановский монастырь в 2022 году

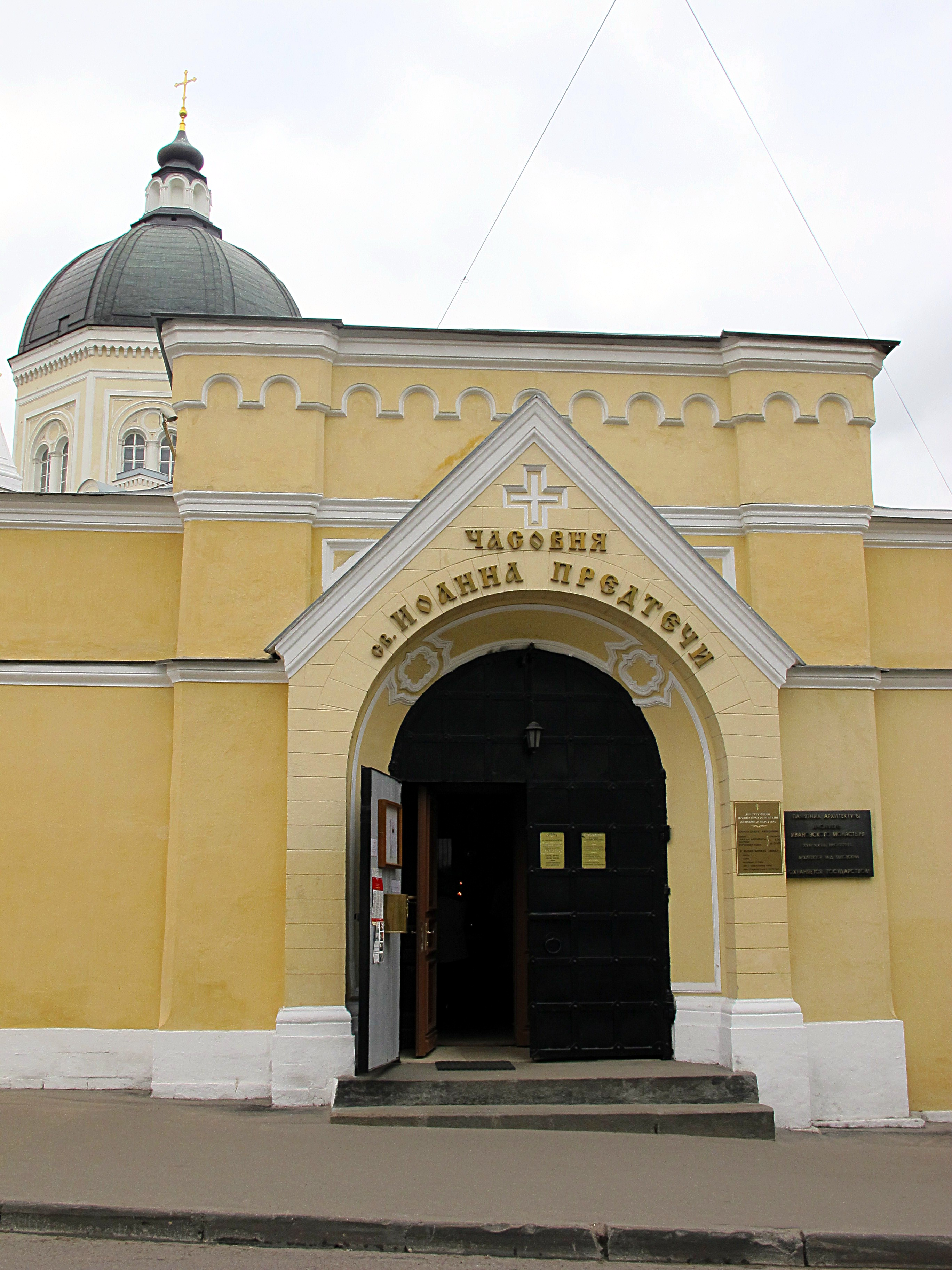
Часовня Святого Иоанна Предтечи, 2011 год

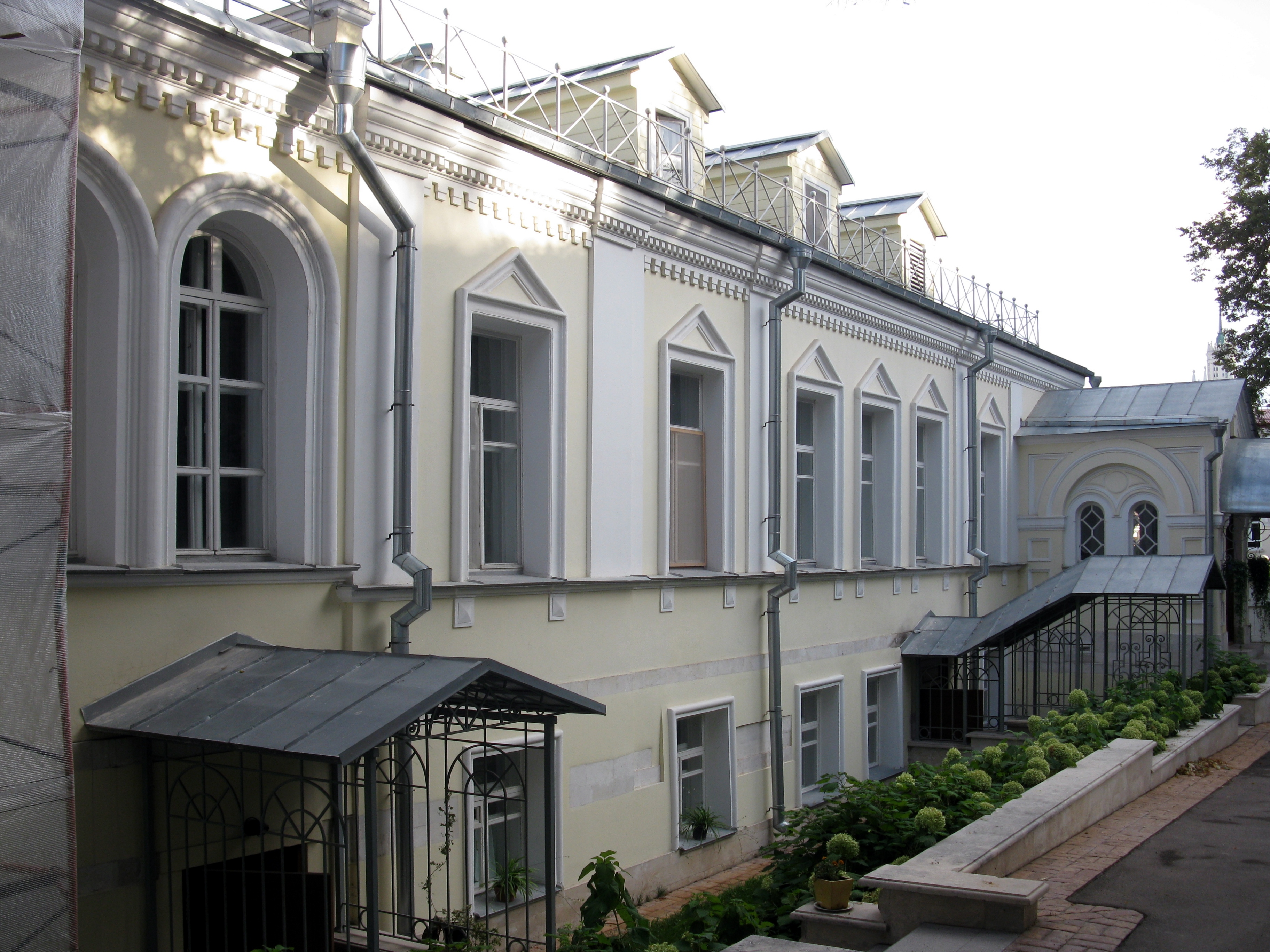
Восточный дом причта со служебными постройками, 2018 год

В октябре 1918 года власть заключила с приходской общиной договор о принятии в бесплатное пользование двух храмов и часовни Ивановского монастыря с богослужебными предметами. В результате переговоров ей вернули церковное имущество, а сёстры могли жить в кельях, именуемых комнатами для общежития. Собор Усекновения главы святого Иоанна Предтечи и Елизаветинская церковь продолжали действовать как приходские, при которых жили около ста насельниц.
Несмотря на соглашение не мешать работе общины, в июле 1919 года прихожанам закрыли доступ к храмам. Бо́льшую часть территории монастыря передали отделу принудительных работ НКВД и преобразовали в концентрационный лагерь — «Московский Ивановский Исправдом на Солянке», где в 1920-е годы одновременно пребывало до четырёхсот заключённых. Монастырской общине оставили для проживания только больничный корпус и две колокольни. Вход в монастырь осуществлялся через часовню Святого Иоанна Предтечи, а через Святые врата заходили заключённые. В лагере находились военнопленные и осуждённые до конца Гражданской войны. Основную часть арестованных иностранцев составляли поляки, литовцы, британцы, сербы, греки и венгры.
В апреле 1922 года из монастыря изъяли церковные ценности под предлогом борьбы с голодом в Поволжье и других регионах. Приказом от 13 октября 1926 года Ивановский исправдом был реорганизован в Экспериментально-пенинтенциарное отделение Государственного института по изучению преступника и преступности. Его сотрудники проводили специальные опросы заключённых в разных тюрьмах. В том же году собор святого Иоанна Предтечи приспособили под Губернское архивное бюро, а Елизаветинскую церковь передали в распоряжение лагерного начальства. В 1930-м Ивановский лагерь вошёл в состав первого отделения седьмой фабрично-трудовой колонии Москвы при ГУМЗ.
В 1929 году хозяйство хутора Чернецово было национализировано, а общину обложили налогом, для выплаты которого пришлось распродать имущество. Следующие два года они жили случайными заработками и милостыней. 30 декабря 1931 года по всей Москве было арестовано множество священнослужителей, среди которых оказались пятнадцать Ивановских сестёр. Их заключили в Бутырскую тюрьму и обвинили в «антисоветской агитации». Оставшихся на хуторе монахинь арестовали по доносу 20 мая того же года. Постановлением тройки при представительстве ОГПУ по Московской области они были сосланы в Казахстан на срок от трёх до пяти лет.
В октябре 1941 года во время Великой Отечественной войны в помещениях Ивановского монастыря разместили Истребительный мотострелковый полк управления НКВД. В послевоенные годы постройки продолжали использоваться как места заключения.
К концу 1980-х годов бо́льшая часть территории принадлежала структурам Министерства внутренних дел. Святые врата были замурованы, а проход к собору застроен. В монастырском соборе размещались тир и хранилище Центрального государственного архива Московской области.

### Современность
В 1992 году часть построек обители передали Русской православной церкви и приписали к храму Святого Владимира в Старых Садех. В 1999-м рядом с собором Преображения Господня возвели деревянную часовню Николая Чудотворца. Через год в ней установили резной образ святого Николая.
Во время реконструкции территории удалось полностью восстановить бывший больничный корпус с домовым храмом преподобной Елизаветы Чудотворицы. Освящение и первое богослужение в Елизаветинской церкви состоялось в 1995 году. Богослужения в Иоанно-Предтеченском соборе начались в июле 2001-го, когда архив Московской области освободил здание.
Монастырь в 2001 году на своём подворье в бывшей дворянской усадьбе Остров начал строить богадельню. В январе 2002-го монастырю вернули его главные святыни — икону Иоанна Предтечи с обручем и Елизаветы Чудотворицы. В том же году освятили Казанский придел собора.
В 2012 году в монастыре начали работу курсы дополнительного образования для насельниц женских монастырей под патронажем центра образования духовенства Москвы при Новоспасском ставропигиальном мужском монастыре.
Часть бывших монастырских зданий до сих пор принадлежит Министерству внутренних дел. Там расположен один из корпусов Московского университета МВД России.

## Настоятельницы
- 2001—2019 — игуменья Афанасия (Грошева)
- с 30 августа 2019 года — игуменья Елисавета (Никишкина)

## Архитектурный ансамбль
- Собор Усекновения главы Иоанна Предтечи в центре монастырского двора — построен архитектором Михаилом Быковским в 1879 году на месте древнего храм. Он представляет собой четырёхстолпный храм с двумя колокольнями, соединёнными с храмом арочными галереями. Приделы освящены в честь Казанской Божией Матери и Николая Чудотворца[40].

- Церковь праведной Елизаветы — возведена в 1879 году и названа по именинам Елизаветы Алексеевны Макаровой-Зубачевой[40].

- Часовня Иоанна Предтечи в Ивановском монастыре — впервые упоминается при пожаре 1737 года. После революции 1917 года была закрыта, вновь действует с 1991-го[40].

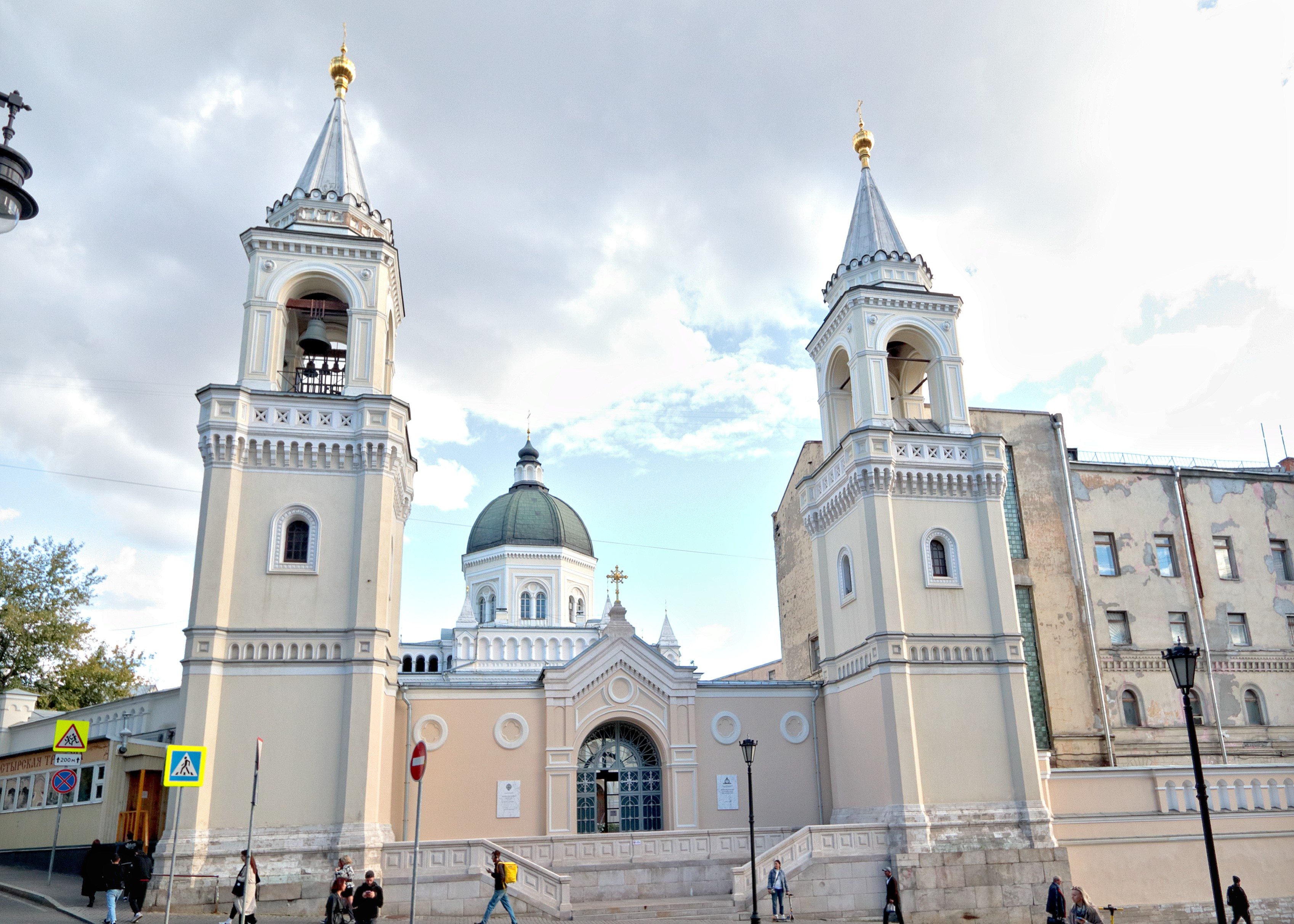
Центральный вход в Ивановский монастырь, 2022 год
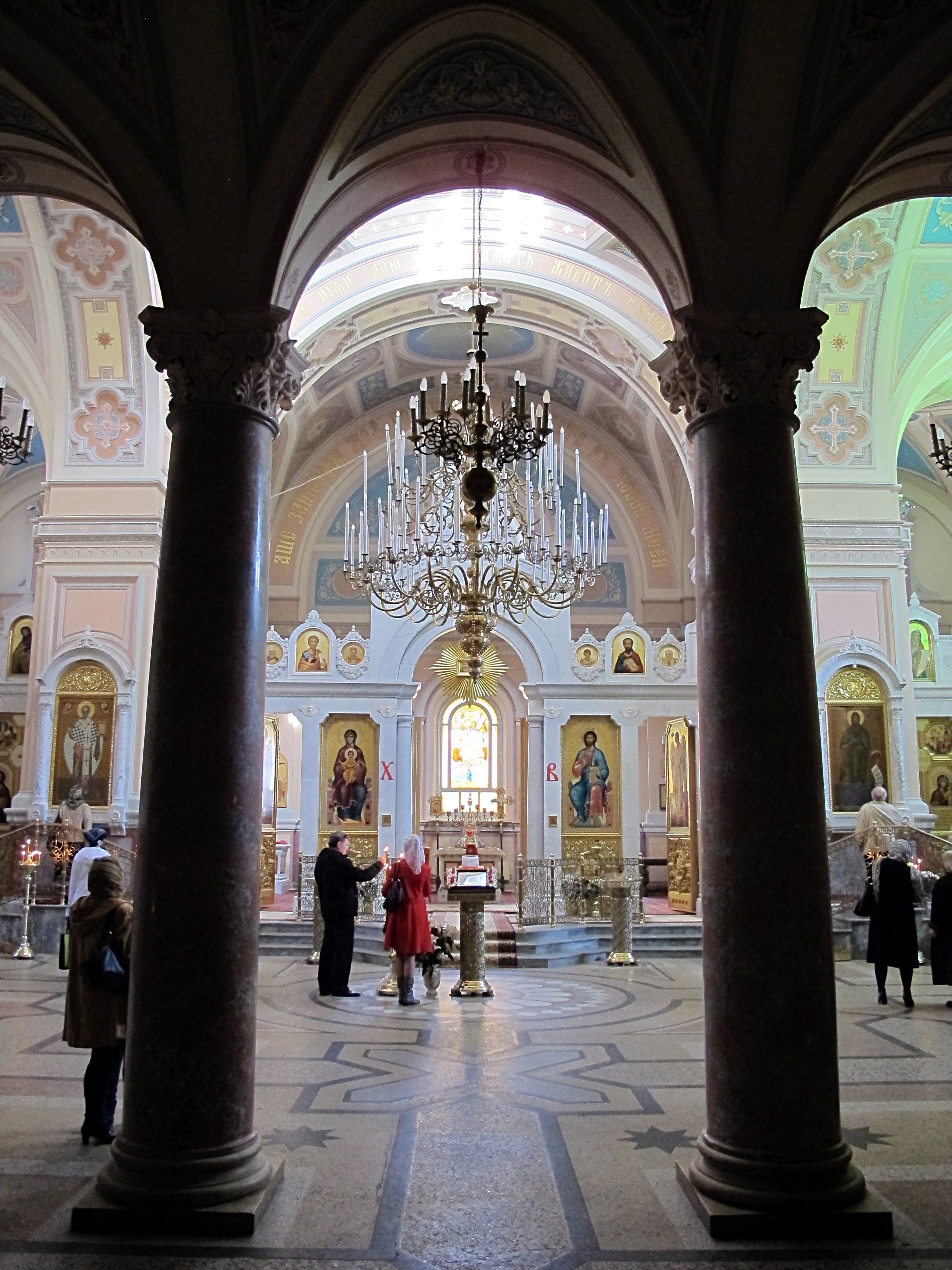
Интерьер центральной части собора. Вид на иконостас и алтарь, 2011 год
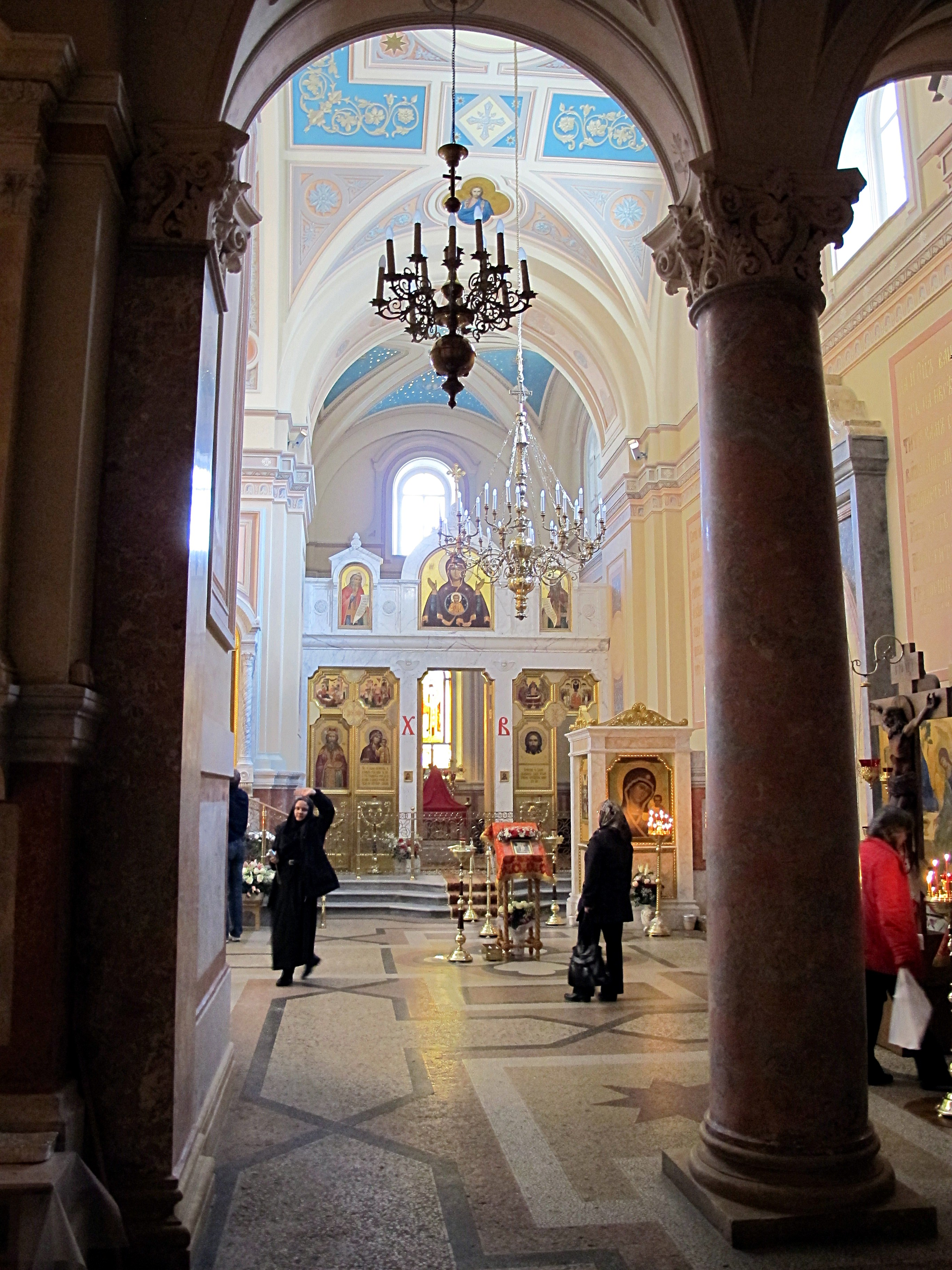
Интерьер южной части собора, 2011 год
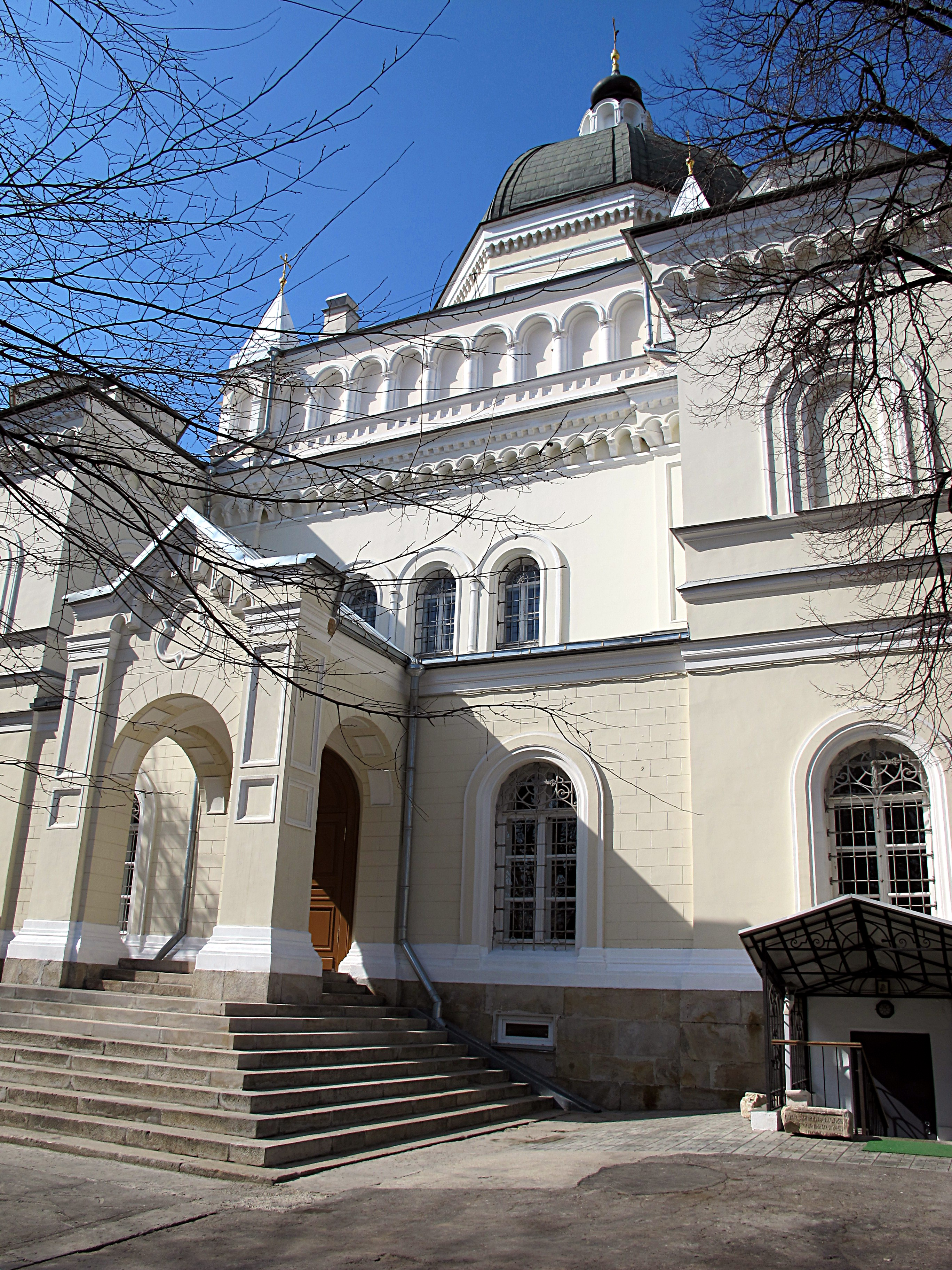
Южный фасад Собора Усекновения главы Иоанна Предтечи, 2011 год
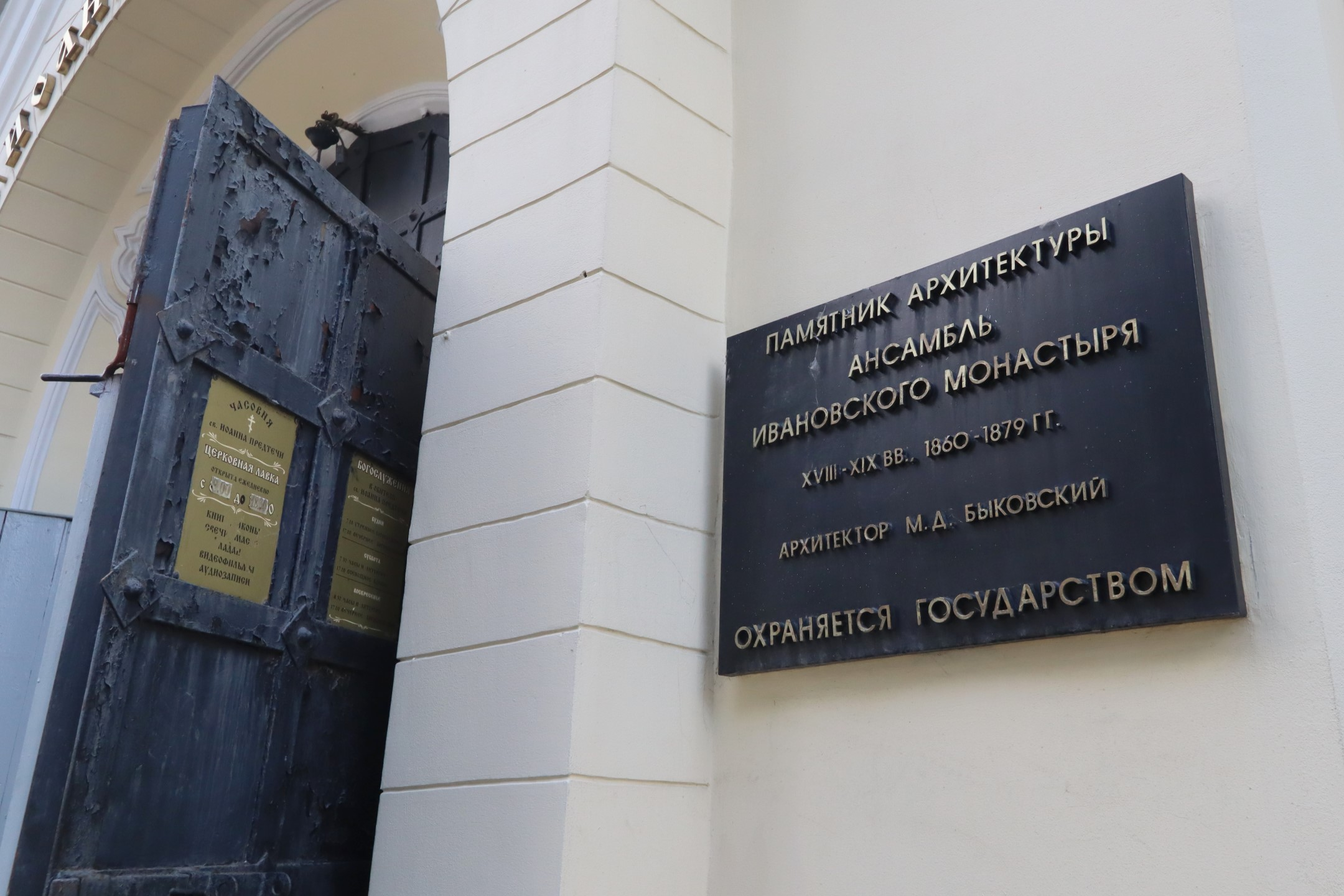
Памятная табличка на монастырской стене (около часовни), 2022 год
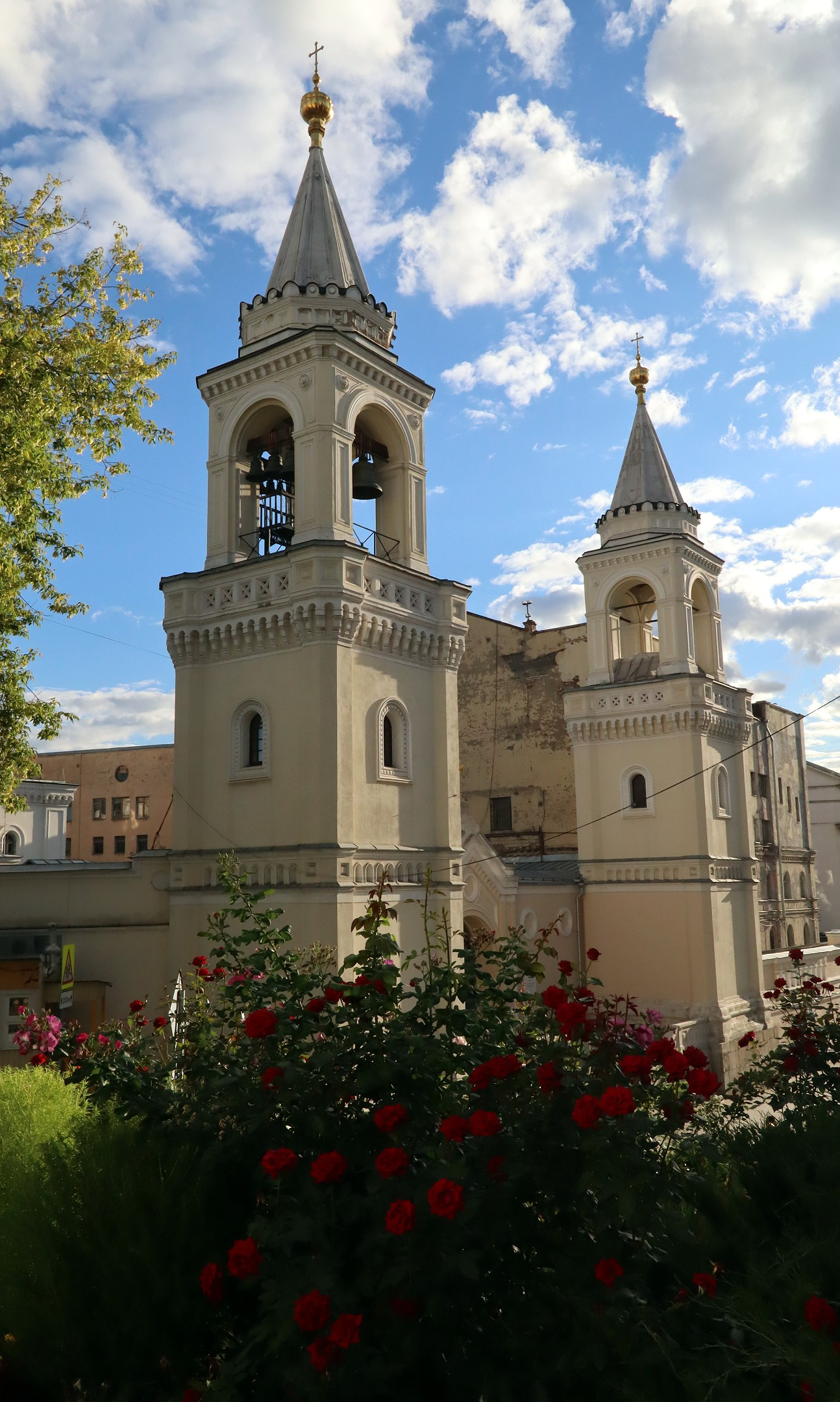
Колокольные башни монастыря, 2022 год
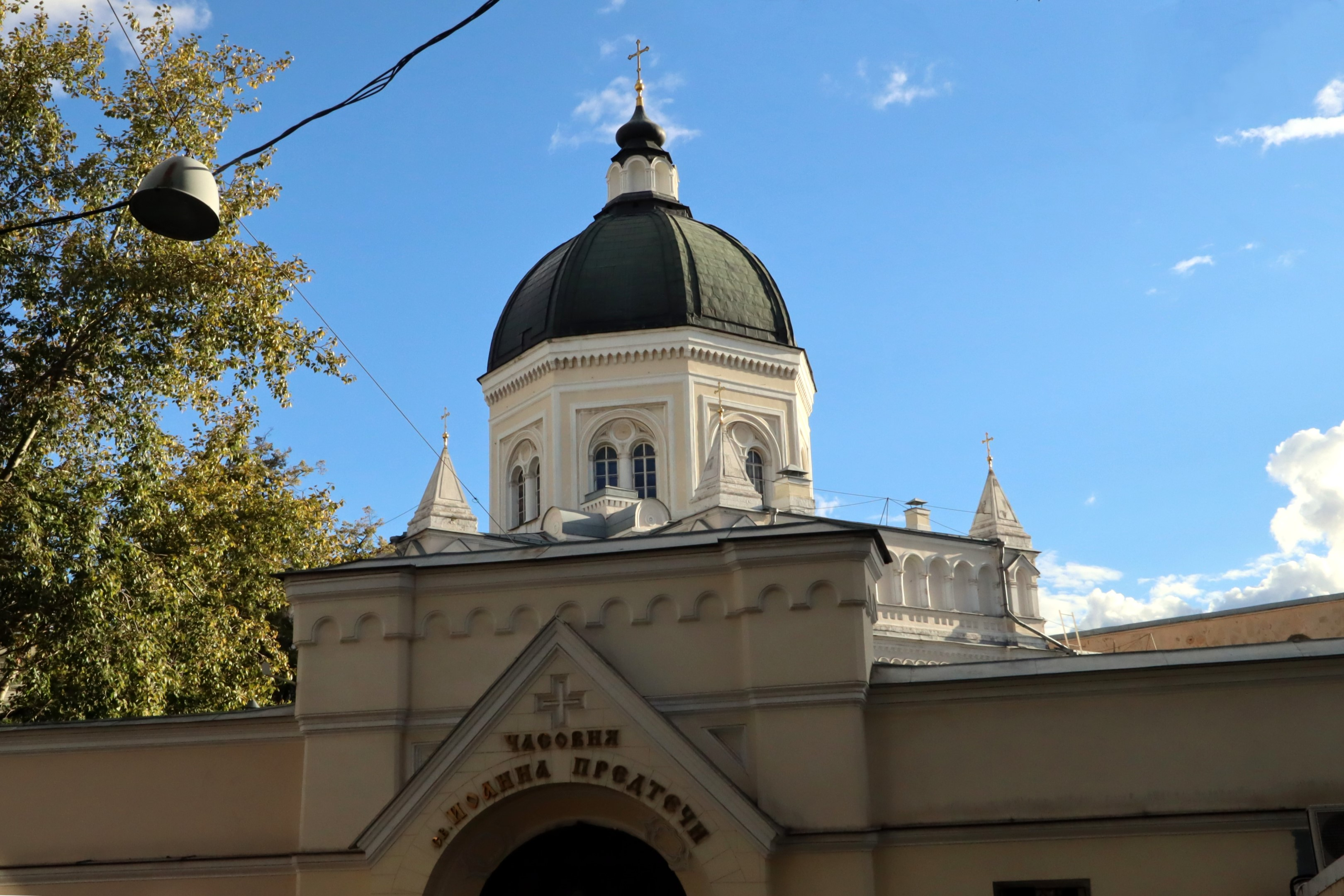
Собор Иоанна Предтечи со стороны часовни, 2022 год
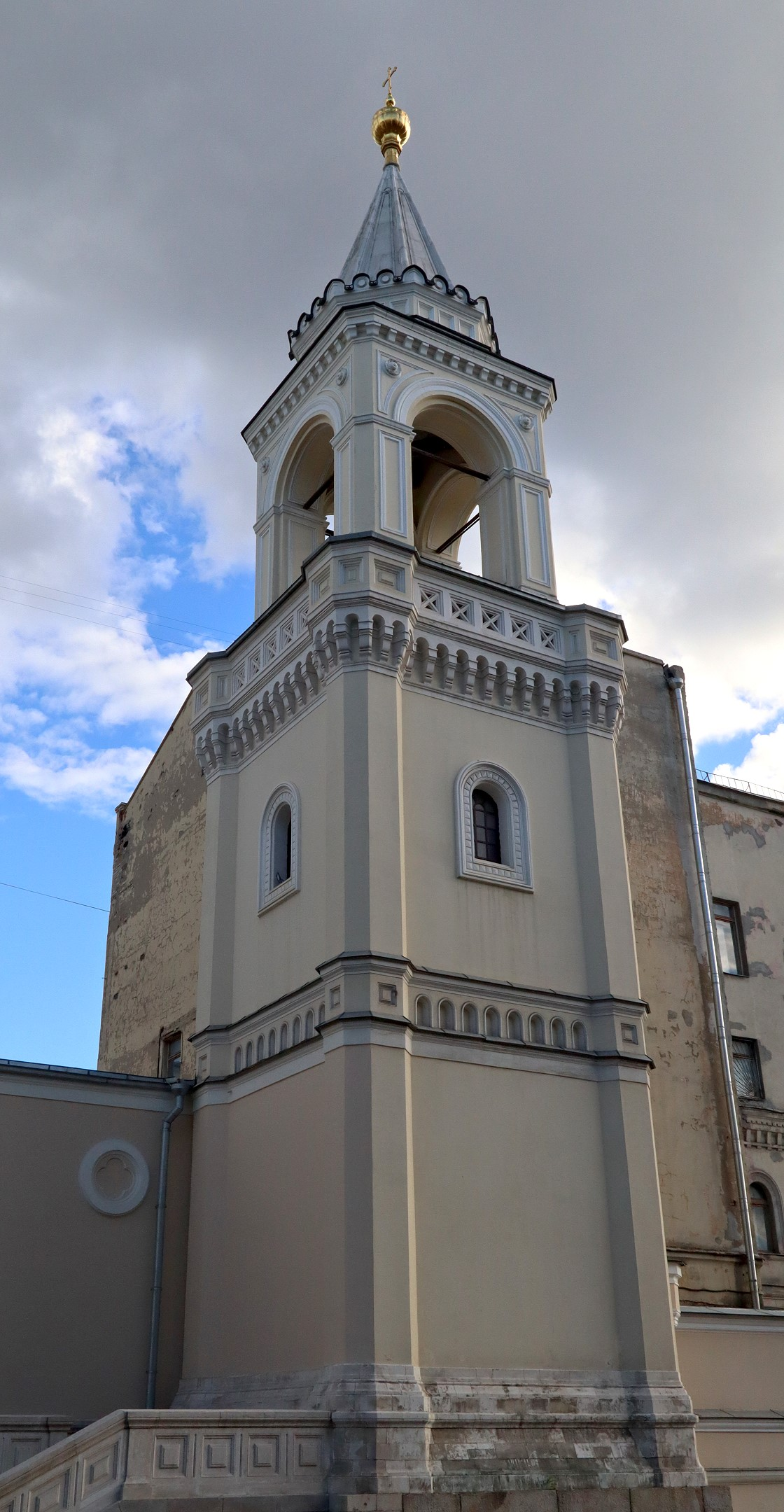
Правая колокольная башня монастыря, 2022 год